# Кајшјадорис
Кајшјадорис (литв. Kaišiadorys, рус. Кошедары, пољ. Koszedary) је град у Литванији, у средишњем делу земље. Кајшјадорис је седиште истоимене општине Кајшјадорис у оквиру округа Каунас.
Кајшјадорис је по последњем попису из 2010. године имао 10.106 становника.
Град Кајшјадорис је важно средиште римокатоличке цркве у Литванији са седиштем епископа у месној катедралној цркви.